# موقعیت‌یاب سطح نور

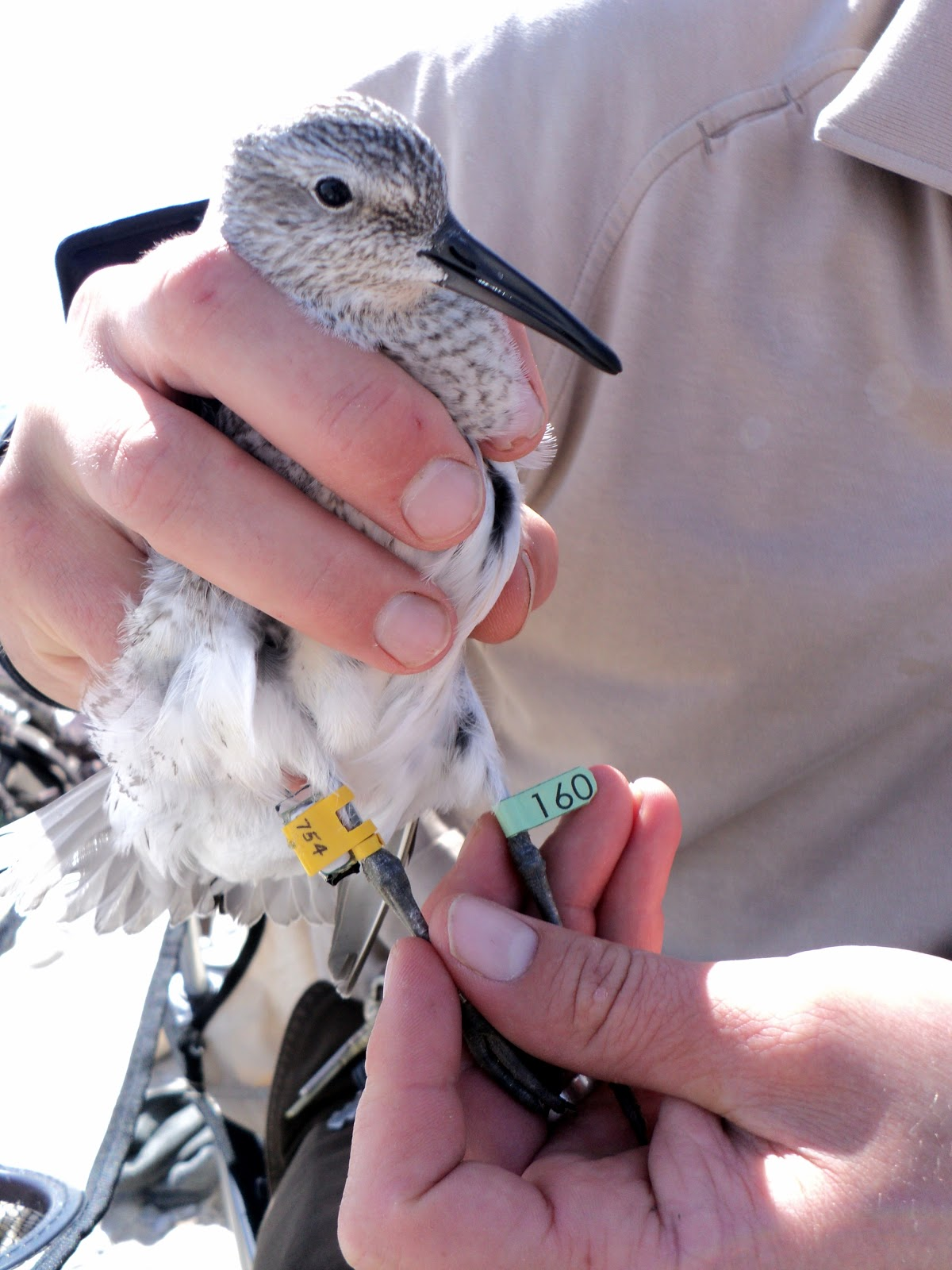
یک تلیله حنایی مجهز به GLS

موقعیت‌یاب سطح نور (به انگلیسی: Light level geolocator)، ثبت‌کننده سطح نور (Light-level logger) یا سنسور مکان جهانی (Global location sensor (GLS)) یک دستگاه ردیابی برایبایگانی الکترونیکی و سبک‌وزن است که معمولاً در تحقیقات کوچ پرندگان برای نقشه‌برداری مسیرهای مهاجرت، شناسایی مناطق مهم اتراقگاه (staging areas) و گاهی ارائه اطلاعات بوم‌شناختی بیشتر بهره‌گیری می‌شود. یک موقعیت‌یاب (ژئولوکاتور) به‌طور دوره‌ای سطح نور محیط (تابش خورشیدی) را برای تعیین مکان ثبت می‌کند.
محدودیت اصلی دقت در موقعیت جغرافیایی سطح نور به دلیل عدم قطعیت در میزان تضعیف سطح نور محیط در هر زمان خاص است. تضعیف نور می‌تواند دلایل زیادی داشته باشد، مانند ابر، پرها، شاخ و برگ و پستی و بلندی‌های زمین. به همین دلیل، کیفیت محاسبات مکان حاصل برای گونه‌ها، تکنیک چسباندن برچسب، زیستگاه و رفتار متفاوت است.